# La maschera di ferro (film 1998)
La maschera di ferro (The Man in the Iron Mask) è un film del 1998 diretto da Randall Wallace.
Il soggetto è liberamente ispirato al romanzo Il visconte di Bragelonne di Alexandre Dumas.

## Trama
(Narratore)
Francia, 1662. In una remota prigione su un'isola, è rinchiuso un uomo misterioso che indossa una maschera di ferro ed è continuamente vessato dai prepotenti guardiani della prigione. Il tutto avviene quindi durante il regno di Luigi XIV, incoronato da neanche un decennio e impegnato in una politica estera aggressiva e bellicosa, cosicché a Parigi il popolo muore di fame.
Mentre D'Artagnan è ancora al servizio di Luigi XIV in qualità di capitano dei moschettieri, gli altri tre moschettieri si sono ritirati da tempo e hanno scelto strade differenti: Athos vive con il figlio Raoul, che aspira a diventare anch'egli moschettiere; Porthos si è dato a una vita godereccia e poco profonda; Aramis, il più religioso dei moschettieri, invece ha preso i voti. Proprio perché è un frate, Aramis è chiamato a corte e incaricato dal re di scoprire l'identità del generale dei Gesuiti e poi ucciderlo; questi, infatti, che sono vicini al popolo, costituiscono per Luigi, giovane ambizioso e arrogante, un grave pericolo per la stabilità del Paese.
Durante una festa all'aperto al Castello di Vaux-le-Vicomte, Luigi mette gli occhi su Christine Bellefort, la fidanzata di Raoul, e, durante una "caccia all'unicorno", riesce a rimanere da solo con lei, tuttavia la giovane resiste al corteggiamento del re. Proprio in quel momento un Gesuita tenta di uccidere Luigi, ma viene fermato in tempo da D'Artagnan; dopo l'attentato, Christine si allontana con Raoul e Luigi fa chiamare i suoi generali.
A questo punto D'Artagnan riceve la visita della regina madre, Anna d'Austria, che lo ingrazia di avere salvato il re figlio di lei, e la notizia che Raoul non vuole più diventare moschettiere; si reca perciò dal vecchio amico Athos per avvertirlo del problema. Proprio in quel momento entra Raoul che informa il padre di essere stato richiamato al reggimento, sebbene avesse già fatto il suo servizio, e di sospettare che la ragione sia l'interesse del re per Christine. Athos avverte D'Artagnan che inserirà Luigi tra i nemici personale, se l'arrogante re farà del male a Raoul, quindi D'Artagnan promette che ne parlerà personalmente al re.
Dopo il colloquio con Athos, D'Artagnan calma la folla inferocita per il cibo guasto che viene distribuito, per poi entrare nelle segrete stanze del palazzo e parlare con Luigi della questione di "natura personale", oltre che delle rivolte parigine. Il re promette a D'Artagnan che Raoul tornerà presto a casa, ma in realtà quest'ultimo viene messo in prima linea e muore durante un assedio. Ricevuta la notizia, Athos tenta di uccidere il sovrano alla caserma dei moschettieri, ma viene fermato da D'Artagnan. Christine, che si trova in difficoltà economiche, va a chiedere aiuto al re, il quale, ormai liberatosi di Raoul, invita Christine a palazzo, concedendole il beneficio di ospitare la madre e la sorella nella sua tenuta di campagna e di farle visitare dal suo medico personale. La ragazza diventa così l'amante del re.
Intanto, in un luogo segreto, Aramis riunisce i suoi vecchi amici e compagni di avventure per rivelare che egli stesso è il generale dei Gesuiti e per proporre un piano per sostituire il re. Mentre Athos aderisce immediatamente al piano e così Porthos, D'Artagnan ha paura e si rifiuta categoricamente di partecipare al complotto e si dichiara disposto a difendere re Luigi fino alla morte. Tornato a palazzo, D'Artagnan viene rimproverato dallo stesso Luigi per aver lasciato libero Athos dopo l'attentato.
I tre moschettieri, sotto mentite spoglie, si recano quindi alla prigione su un'isola e fanno evadere il misterioso uomo dalla maschera di ferro per poi liberarlo dalla maschera e trovandosi davanti il sosia perfetto di Luigi XIV.
Il giovane misterioso spiega così ai tre moschettieri di aver vissuto i primi sedici anni di vita in una casa di campagna insieme a una donna anziana e a un prete, di non aver avuto amici e di chiamarsi Filippo. Un giorno venne prelevato da un uomo vestito in nero che gli mise la maschera e lo portò alla prigione senza che gliene fosse spiegato il motivo, ma col tempo capì che la sua faccia doveva essere nascosta. 
Successivamente Aramis rivela a Filippo che è il gemello di re Luigi: alla sua nascita nel 1638 venne nascosto e affidato al prete e all'anziana donna su ordine di Luigi XIII: egli, infatti, temeva una nuova guerra tra fratelli e fece credere anche alla moglie Anna D'Austria che il secondo gemello era morto. Poco prima di morire nel 1643, Luigi XIII ammise davanti alla regina e a Luigi XIV di appena 5 anni che il secondo gemello era ancora vivo e lo avevo dato in affido per proteggerlo: Anna volle ristabilire così il diritto di Filippo, ma Luigi XIV, arrogante ed ambizioso, appena incoronato ordinò allo stesso Aramis, che obbedì senza sapere cosa stava facendo, di prelevare Filippo, portarlo in prigione e mettergli la maschera di ferro.
Aramis, perciò, chiede e ottiene il perdono da Filippo e gli propone di diventare re al posto del malvagio fratello Luigi: Filippo inizialmente resta senza parole e si isola per riflettere. Il giovane dimostra poi di avere una personalità diversa dal fratello: ad esempio racconta ai tre moschettieri che preferirebbe sposare una contadina e badare agli agnelli piuttosto che diventare re, e che loro gli stanno chiedendo di rischiare la vita per sostituire un re che odiano senza alcun interesse per la sua vita. Athos, impietosito dalla triste sorte del giovane, gli spiega che quando egli e gli altri due erano moschettieri con D'Artagnan, al di là delle differenze su ciò per cui lottavano, avevano tutti in comune il sogno di servire un re degno del trono: ora ritengono sia Filippo l'unico in grado di realizzare questo sogno, nel quale aveva insegnato a credere anche il suo defunto figlio Raoul. 
Intanto a palazzo arrivano una lettera che comunica la morte di Filippo, che Luigi gira immediatamente alla madre, e un baule contenente la maschera di ferro. La regina, avuta la notizia della morte del secondo figlio, va in chiesa e, con le lacrime agli occhi, invoca perdono. In quel momento arriva D'Artagnan, che le chiede cosa sia successo, ma Anna non risponde e inizia a baciare il moschettiere: risulta chiaro che tra loro c'è un forte sentimento.
Per tre settimane i tre moschettieri insegnano a Filippo le regole dell'etichetta di palazzo, a usare la spada e tutto ciò che può essergli utile per sembrare Luigi. La sostituzione tra Luigi e Filippo avverrà durante un ballo in maschera organizzato dal re a corte, nel quale sarà presente anche la regina Anna. Il giorno prima del ballo, mentre Athos dà le ultime istruzioni a Filippo, Porthos fa preparare i vestiti per la festa da alcune donne di un bordello. In un confessionale, Aramis avvisa la regina Anna che la morte di Filippo e la consegna della maschera di ferro è una messa in scena perché in realtà Filippo è vivo, libero dalla prigione e pronto a sostituire Luigi.
Nel bel mezzo del ballo, Filippo e i moschettieri spaventano Luigi con un trucco e realizzano la sostituzione nella stanza privata del re. Luigi viene portato imbavagliato nei sotterranei da Athos, Porthos e Aramis, mentre Filippo, vestito da re, si reca nella sala da ballo. Subito dopo entra anche la regina, che intuisce lo scambio, è commossa di poter rivedere il figlio creduto morto e poi si ritira nei suoi appartamenti dopo aver suggerito a Filippo di fare la stessa cosa dopo due balli. Improvvisamente Christine entra nella sala accusando Filippo, credendolo Luigi, di aver mandato a morte certa Raoul con l'ordine di schierarlo in prima linea in battaglia. Filippo si scusa con Christine e promette di fare ammenda per i torti fatti in realtà da Luigi. Notando il comportamento bonario di Luigi, che in realtà è Filippo, D'Artagnan intuisce che c'è stato lo scambio di persona e, portando con sé anche Filippo, taglia la strada ai tre vecchi compagni in fuga con il vero Luigi. Nella colluttazione che ne segue, i tre ex moschettieri perdono entrambi i fratelli.
Ritornati nei piani alti del palazzo, Luigi rivela a D'Artagnan chi è in realtà l'impostore. La madre Anna supplica Luigi di avere pietà per Filippo, dichiarando che ama entrambi i figli e anche D'Artagnan, benché finora rimasto fedelmente al servizio del re, rimane molto colpito dalla rivelazione che Filippo non è un semplice sosia di Luigi, bensì suo fratello gemello e implora quest'ultimo di risparmiare il prigioniero. Lo stesso Filippo prega di essere ucciso piuttosto che tornare in prigione e alla maschera, ma tutte le richieste sono vane, perché il re ordina che Filippo venga portato alla Bastiglia, con addosso nuovamente la maschera di ferro, e che D'Artagnan gli porti le teste di Athos, Porthos e Aramis. Nel frattempo Christine si impicca con un lenzuolo. 
In gran segreto, D'Artagnan comunica ad Anna che andrà a salvare Filippo e decide perciò di unirsi ai suoi compagni. I quattro, nuovamente riuniti, accedono alla Bastiglia e liberano Filippo, ma vengono seguiti dal sospettoso Luigi e dai suoi soldati (anch'essi moschettieri), che li accerchiano.
Piuttosto che arrendersi, i quattro moschettieri decidono invece di combattere un'ultima battaglia e incrociano per l'ultima volta le spade, pronunciando il loro famoso motto «Uno per tutti, tutti per uno», e a loro si aggiunge anche Filippo, al quale D'Artagnan ha appena rivelato di essere il vero padre e che grazie a lui, per la prima volta, ha potuto capire cosa significasse essere fiero del proprio figlio. I cinque sferrano una carica a tutti gli altri soldati, e questi ultimi, profondamente ammirati dal loro coraggio e odiando l'idea di uccidere coloro che li hanno ispirati a diventare moschettieri, chiudono gli occhi e abbassano il moschetto per fare andare il colpo a vuoto. Il perfido Luigi, però, afferra il pugnale del tenente moschettiere André e, nel tentativo di assassinare Filippo, finisce per pugnalare a morte D'Artagnan. Un furente Filippo cerca pertanto di strangolare Luigi, ma viene fermato da D'Artagnan poiché Luigi è pur sempre suo fratello.
Il tenente André, profondamente devoto al suo capitano, manda via i suoi soldati obbligandoli al silenzio, dopodiché non esita ad arrestare Luigi e, con la complicità dei tre moschettieri superstiti, effettua per la seconda volta lo scambio. Filippo diventa quindi il re di Francia, mantenendo il nome di Luigi XIV per non destare sospetti, ed è destinato a rimanere nella storia come uno dei più grandi sovrani di questa nazione; il vero Luigi viene invece fatto rinchiudere in un luogo "dove nessuno possa udire la sua follia", ma non nelle condizioni fatiscenti in cui ha vissuto Filippo: viene quindi cibato da un sordomuto, ma riceve la quantità giusta di cibo; inoltre viene vestito dignitosamente, pur essendo obbligato a indossare la maschera di ferro.

I tre moschettieri superstiti sono chiamati a corte e nominati consiglieri del re e, dopo il funerale di D'Artagnan, Filippo, rattristato per la morte di lui e di Raoul, chiede ad Athos di essere come un padre per lui e che d'ora in poi sia questa la sua ragione di vita.
(Narratore)

## Produzione
Il film venne realizzato tra aprile e giugno 1997, ed è uscito nelle sale nella primavera del 1998.
Venne girato interamente in Francia, nelle seguenti località: Le Mans, Vaux-le-Vicomte, al Castello di Pierrefonds, al Castello di Vaux-le-Vicomte, Lione, al Castello di Fontainebleau, al Castello di Taureau e La Ferté-Alais.

## Riconoscimenti
- 1998 – Razzie Awards
  - Peggior coppia a Leonardo DiCaprio (nella parte dei gemelli)
- 1998 – European Film Awards
  - Candidatura per il contributo europeo al cinema mondiale a Gérard Depardieu
- 1998 – Bogey Awards
  - Bogey Award
- 1999 – ASCAP Award
  - Top Box Office Films a Nick Glennie-Smith
- 1999 – Costume Designers Guild Awards
  - Candidatura per i migliori costumi a James Acheson
- 1998 – International Film Music Critics Award
  - Candidatura per la miglior colonna sonora originale in un film d'avventura a Nick Glennie-Smith

## Colonna sonora
La colonna sonora del film è stata composta da Nick Glennie-Smith.
1. Surrounded
2. Heart of a King
3. The Pig Chase
4. The Ascension
5. King for a King
6. The Moon Beckons
7. The Masked Ball
8. A Taste of Something
9. Kissy Kissie
10. Training to Be King
11. The Rose
12. All Will Be Well
13. All for One
14. Greatest Mystery of Life
15. Raoul and Christine
16. It is a Trap
17. Angry Athos
18. Raoul's Letter
19. The Palace
20. Raoul's Death
21. Queen Approaches